# Edvard Westman
Gustav Edvard Westman (født 16. maj 1865 i Gävle, død 23. september 1917 i Kapellskär) var en svensk billedkunstner, kendt for friluftsmaleri og forbindelsen til skagensmalerne samt Önningebykolonien på Åland.
Edvard Westman var søn af grossist Johan Ludwig Westman og Emma Elisabeth Westman (født Holmström). Han studerede kunst på Kunstakademiet i Stockholm i 1882–83 og var elev af Oscar Törnå. Senere studerede han videre i Düsseldorf og Paris.
Han fik en vis succes ved Parisersalonerne, men hjemme i Sverige vandt det franskinspirerede friluftsmaleri i stor skala ikke megen hæder, hvor hans kunstneriske udtryk allerede var begyndt blive umoderne pga nationalromantikkens gennembrud. I Finland havde han større succes og han boede nogle år i Åbo, hvor han var lærer ved Finsk kunstforeningens ritskola 1893–94 og 1896. Westman var også med i den kunstnerkoloni som var opstået omkring Victor Westerholm i Önningeby på Åland. Han var meget produktiv der og meget af hans efterladte produktion viser motiver fra Åland. Et af billederne blev solgt til den russiske zar Alexander III. Formodentligt lokkedes Edvard Westman til Önningeby af Hanna Rönnberg. De to var forlovede i en årrække, men blev aldrig gift. Sammen rejste de til Skagen i 1888, hvor de blev taget godt imod af kunstnerkolonien der. Frem til århundredeskiftet fortsatte Westman dog lejlighedsvist med at besøge Åland.
I sine senere år forsøgte han sig med grafik, som han havde lært af Axel Talbjerg 1904. Senare bosatte han sig i Kapellskär, hvor han døde i 1917.
Edvard Westman er repræsenteret i samlingerne i bl.a. Önningebymuseet, Länsmuseet Gävleborg, Åbo konstmuseum og Skagens Kunstmuseer.